# Феррери, Марко
Ма́рко Ферре́ри (итал. Marco Ferreri; 11 мая 1928, Милан — 9 мая 1997, Париж) — итальянский кинорежиссёр, сценарист, актёр и продюсер.

## Биография
Марко Феррери родился в Милане 11 мая 1928 года. Его отец Микеланджело работал бухгалтером в страховом агентстве, а мать Каролина была домохозяйкой.
По образованию — ветеринар, некоторое время работал продавцом спиртных напитков, журналистом, занимался продюсированием, рекламой, экспериментировал с теленовостями. Увлёкшись документальным кино, Феррери стал ассистентом Альберто Латтуады на фильмах «Шинель» (1952) и «Пляж» (1954).
В 1950 году совместно с Чезаре Дзаваттини основал киножурнал «Documento Mensile», который должны были регулярно показывать в итальянских кинотеатрах как набор новостей, документальных материалов и придуманных историй, но идея была оставлена после двух выпусков.
Скончался 9 мая 1997 года в Париже от сердечного приступа за 2 дня до своего 69-летия. Похоронен в Риме на кладбище Кампо Верано.

## Творчество
В 1955 году, занимаясь продажей киноаппаратуры в Испании, Феррери познакомился со сценаристом Рафаэлем Асконой, дружба с которым положила начало многолетнему сотрудничеству в таких работах, как «Квартирка» (1958) (дебютной работе как Феррери, так и Асконы), «Коляска» (1960), «Современная история: Королева пчёл» (1963), «Женщина-обезьяна» (1964), «Свадебный марш» (1966), «Гарем (1967), «Человек с пятью шарами» (1968), «Аудиенция» (1972), «Большая жратва» (1973), «Не тронь белую женщину» (1974), «Последняя женщина» (1976), «Прощай, самец» (1978), «Ах, какие замечательные эти белые!» (1987).
В Испании в конце 1950-х годов дебютировал как режиссёр художественных фильмов, сняв три картины: «Квартирка» (1958), «Парни» (1959) и «Коляска» (1960), которые в остро-сатирической, с элементами чёрного юмора, манере изображали жизнь современной Испании. По возвращении на родину Феррери довольно быстро завоевал репутацию режиссёра-эклектика, нонконформиста и бунтаря, с колючими гуманистическими темами, обнажающими изнанку лицемерного общества, и анархическим стилем постановки, резко отличающем его от современников, таких как Федерико Феллини, Микеланджело Антониони и Лукино Висконти.
С фильма «Современная история: Королева пчёл» (1963) с Уго Тоньяцци и Мариной Влади в главных ролях Феррери стал формировать собственный стиль чёрной комедии. Сам фильм, с явно антиклерикальным посылом, подвергся жестокой цензуре и только в 1984 году вышел в полной версии.
Затем был снят фильм «Женщина-обезьяна» (1964), рассказывающий гротескную историю о авантюристе Антонио, который женится на девушке Марии, страдающей гипертрихозом, и использует её в качестве циркового уродца. Примечательно, что это единственный фильм режиссёра, снятый в разных версиях с тремя концовками - в первой, навязанной продюсером Карло Понти, с печальным исходом, в которой Мария умирает после родов, потеряв ребёнка, второй, продолжающей первую с присущей Феррери цинизмом, где Антонио забирает забальзамированные трупы жены и сына из музея и показывает их публике по всей Европе, и счастливой, снятой для французской версии, в которой после успешных родов Марии Антонио становится примерным семьянином и устраивается грузчиком в порту, заботясь о новорождённом сыне и жене, которая излечилась от болезни.
В своих ранних фильмах режиссёр рассматривал брачные отношения или отсутствие таковых с пессимистическим цинизмом, который достиг высочайшего уровня отчуждения и отчаяния в фильме «Диллинджер мёртв» (1969). В том же году режиссёр исполнил роль Ганса Гюнтера в близком ему по духу фильме Пьера Паоло Пазолини «Свинарник».
Работая в Италии и Франции в 60-х и 70-х годах, Феррери создавал оригинальные и тревожные фильмы европейского арт-синема, сочетая социально-политическую критику, чёрный юмор и сексуальные сцены.
Самым известным и скандальным творением режиссёра считается «Большая жратва» (1973), мрачная аллегория об обществе потребления. Это — гротескное предостережение социуму, пожираемому своими неуёмными желаниями, уничтожающему себя изнутри.
Одна из основных тем, характерных для творчества Феррери — проблема взаимоотношения полов, к которой он не раз обращался, всякий раз по-разному, зачастую шокируя публику, на протяжении всей жизни, в таких фильмах как «Современная история: Королева пчёл» (1963), «Свадебный марш» (1966), «Гарем (1967), «Семя человеческое» (1969), «Лиза» (1972), «Не тронь белую женщину» (1974), «Последняя женщина» (1976), «Прощай, самец» (1978), «История Пьеры» (1983), «Будущее — это женщина» (1984), «Плоть» (1991).
Несмотря на то, что фильмы Феррери 80-х заметно уступали его же работам прежних лет, к началу нового десятилетия он сумел вновь обратить на себя внимание — вышедшая на экраны в 1990 году мелодрама «Дом улыбок», в которой режиссёр изображает любовь не с позиции животной похоти или эмоциональной зависимости одного партнёра от другого, а зрелой, местами даже сентиментальной и прежде всего ментальной привязанностью двух постояльцев дома престарелых в исполнении Дадо Располи и Ингрид Тулин, снявшейся в своей последней роли, нашла отклик у аудитории и получила «Золотого медведя» на Берлинском кинофестивале.
Последними фильмами режиссёра стали «Дневник маньяка» (1993) - сатирическая комедия о мужчине, который никак не может обрести настоящую любовь, и «Нитрат серебра» (1997), подводящий своеобразный итог европейскому кинематографу XX века.

## Фильмография

### Режиссёр
- 1997 — Нитрат серебра / Nitrato d’argento
- 1993 — Дневник маньяка / Diario di un vizio
- 1991 — Плоть / La carne
- 1990 — Дом улыбок / La casa del sorriso
- 1988 — Пир / Le banquet
- 1988 — Ах, какие замечательные эти белые! / Come sono buoni i bianchi
- 1986 — Я люблю тебя / I Love You
- 1984 — Будущее — это женщина / Il Futuro è donna
- 1983 — История Пьеры / Storia di Piera
- 1981 — История обыкновенного безумия / Storie di ordinaria follia
- 1979 — Прошу убежища / Chiedo asilo
- 1978 — Прощай, самец / Ciao maschio
- 1976 — Последняя женщина / La dernière femme
- 1974 — Не тронь белую женщину / Touche pas à la femme blanche
- 1973 — Большая жратва / La grande abuffata
- 1972 — Лиза / La cagna
- 1972 — Аудиенция / L’Udienza'
- 1969 — Семя человеческое / Il seme dell’uomo
- 1969 — Диллинджер мёртв / Dillinger è morto
- 1968 — Человек с пятью шарами / L'uomo dei cinque palloni
- 1967 — Гарем / L’Harem
- 1966 — Коррида! / Corrida!
- 1966 — Свадебный марш / Marcia nuziale
- 1965 — Сегодня, завтра, послезавтра / Oggi, domani, dopodomani (новелла «Человек с пятью шарами»)
- 1964 — Антисекс / Controsesso (новелла «Профессор»)
- 1964 — Женщина-обезьяна / La donna scimmia
- 1963 — Современная история: Королева пчёл / Una storia moderna: l’ape regina'
- 1961 — Итальянки и любовь / Le Italiane e l’amore (новелла «Супружеская неверность»)
- 1960 — Коляска / El cochecito
- 1959 — Парни / Los chicos
- 1958 — Квартирка / El pisito

### Сценарист
- 1997 — Нитрат серебра / Nitrato d’argento
- 1993 — Дневник маньяка / Diario di un vizio
- 1991 — Плоть / La carne
- 1990 — Дом улыбок / La casa del sorriso
- 1988 — Пир / Le banquet
- 1988 — Ах, какие замечательные эти белые! / Come sono buoni i bianchi
- 1986 — Я люблю тебя / I Love You
- 1984 — Будущее — это женщина / Il Futuro è donna
- 1983 — История Пьеры / Storia di Piera
- 1981 — История обыкновенного безумия / Storie di ordinaria follia
- 1979 — Прошу убежища / Chiedo asilo
- 1978 — Прощай, самец / Ciao maschio
- 1976 — Последняя женщина / La dernière femme
- 1974 — Не тронь белую женщину / Touche pas à la femme blanche
- 1973 — Большая жратва / La grande abuffata
- 1972 — Лиза / La cagna
- 1972 — Аудиенция / L’Udienza'
- 1969 — Семя человеческое / Il seme dell’uomo
- 1969 — Диллинджер мёртв / Dillinger è morto
- 1968 — Человек с пятью шарами / L'uomo dei cinque palloni
- 1967 — Гарем / L’Harem
- 1966 — Коррида! / Corrida!
- 1966 — Свадебный марш / Marcia nuziale
- 1965 — Сегодня, завтра, послезавтра / Oggi, domani, dopodomani (новелла «Человек с пятью шарами»)
- 1964 — Антисекс / Controsesso (новелла «Профессор»)
- 1964 — Женщина-обезьяна / La donna scimmia
- 1963 — Современная история: Королева пчёл / Una storia moderna: l’ape regina'
- 1961 — Итальянки и любовь / Le Italiane e l’amore (новелла «Супружеская неверность»)
- 1960 — Коляска / El cochecito
- 1959 — Парни / Los chicos
- 1958 — Квартирка / El pisito

### Актер
- 1953 — Любовь в городе / L’amore in città (новелла «Итальянцы оборачиваются») реж. Альберто Латтуада
- 1954 — Пляж / La spiaggia реж. Альберто Латтуада (бывший толстый курильщик)
- 1954 — Женщины и солдаты / Donne e soldati реж. Луиджи Малерба
- 1958 — Квартирка / El pisito (камео)
- 1965 — Казанова 70 / Casanova '70 реж. Марио Моничелли (граф)
- 1965 — Сегодня, завтра, послезавтра / Oggi, domani, dopodomani (новелла «Человек с пятью шарами»)
- 1967 — Свисток в носу / Il fischio al naso реж. Уго Тоньяцци (доктор Саламойя)
- 1968 — Человек с пятью шарами / L'uomo dei cinque palloni (посетитель закусочной в чёрной шапке с тростью)
- 1969 — Свинарник / Porcile реж. Пьер Паоло Пазолини (Ганс Гюнтер)
- 1969 — Семя человеческое / Il seme dell’uomo (труп хозяина заброшенного дома, сидящий на стуле)
- 1970 — ФБР — следователь Франческо Бертолацци / FBI — Francesco Bertolazzi investigatore (телевизионный мини-сериал) реж. Уго Тоньяцци
- 1970 — Ветер с востока / Vento dell’est (в титрах не указан) реж. Жан-Люк Годар
- 1970 — Чао, Гулливер / Ciao Gulliver реж. Карло Туции
- 1972 — Он для неё / Lui per lei реж. Клаудио Ризполи
- 1974 — Не тронь белую женщину / Non toccare la donna bianca (Келлок, журналист) (в титрах не указан)

### Продюсер
- 1950 — Хроника одной любви / Cronaca di un amore реж. Микеланджело Антониони (в титрах не указан)
- 1951 — Заметки к новостному сюжету / Appunti su un fatto di cronaca (документальный фильм) реж. Лукино Висконти
- 1951 — Во всём виновато солнце / Colpa del sole реж. Альберто Моравиа
- 1952 — «Шинель» / Il cappotto реж. Альберто Латтуада
- 1953 — Любовь в городе / L’amore in città реж. Альберто Латтуада
- 1954 — Женщины и солдаты / Donne e soldati реж. Луиджи Малерба, Антонио Марчини

### Художник-постановщик
- 1988 — Ах, какие замечательные эти белые! / Come sono buoni i bianchi

## Награды
- 1958 — Приз ФИПРЕССИ Кинофестиваля в Локарно  за фильм «Квартирка»
- 1959 — Приз Кружка кинематографических писателей за фильм «Квартирка»
- 1960 — Приз ФИПРЕССИ Венецианского кинофестиваля за фильм «Коляска»
- 1961 — Премия Сан-Жорди за фильм «Коляска»
- 1965 — «Серебряная лента» за лучший оригинальный сценарий фильма «Женщина-обезьяна»
- 1970 — «Серебряная лента» за лучший оригинальный сценарий фильма «Диллинджер мёртв»
- 1972 — Приз ФИПРЕССИ Берлинского кинофестиваля за фильм «Аудиенция»
- 1973 — Приз ФИПРЕССИ Каннского кинофестиваля за фильм «Большая жратва»
- 1977 — «Серебряная лента» за лучший оригинальный сценарий фильма «Последняя женщина»
- 1978 — Гран-при Каннского кинофестиваля за фильм «Прощай, самец» (совместно с Ежи Сколимовским за фильм «Вопль»)
- 1980 —«Серебряный медведь» Берлинского кинофестиваля за фильм «Прошу убежища»
- 1981 — «Золотая раковина» Кинофестиваля в Сан-Себастьяне за фильм «История обыкновенного безумия»
- 1981 — Приз ФИПРЕССИ Кинофестиваля в Сан-Себастьяне за фильм «История обыкновенного безумия»
- 1982 — «Серебряная лента» за лучшую режиссуру в фильме «История обыкновенного безумия»
- 1982 — «Давид ди Донателло» за лучшую режиссуру в фильме «История обыкновенного безумия»
- 1982 — «Давид ди Донателло» за лучший сценарий к фильму «История обыкновенного безумия»
- 1983 — Премия им. Эфебо Д’оро (международная премия для фильмов, основанных на литературных произведениях) за фильм «История Пьеры», основанный на одноимённом романе Дачи Мараини и Пьеры Дельи Эспости
- 1991 —«Золотой медведь» Берлинского кинофестиваля за фильм «Дом улыбок»
- 1992 — Премия им. Пьетро Бьянки за заслуги в карьере от Автономного союза киножурналистов